# Sara Camps i Mora
Sara Camps i Mora (Cervià de les Garrigues) és llicenciada en ciències polítiques i de l'administració, afiliada a Convergència Democràtica de Catalunya i ex-membre de la Joventut Nacionalista de Catalunya, ha estat assessora política de CiU, i va col·laborar en la campanya electoral de l'alcalde de la Seu d'Urgell Albert Batalla. És l'actual gerent del Consell Comarcal de l'Alt Urgell, càrrec al qual accedí en substitució de Pere Porta, que passà a dirigir l'Institut per al Desenvolupament i la Promoció de l'Alt Pirineu i Aran (IDAPA).
Fou una de les catalanes retingudes a Cuba, després de participar en una manifestació de suport a les Damas de Blanco que van realitzar les JNC.